# Margraviat de Landsberg
1156–1347
Entités précédentes :
- Marche de Lusace

Entités suivantes :
- Margraviat de Misnie

Le margraviat de Landsberg (en allemand : Markgrafschaft Landsberg) était un État du Saint-Empire romain qui a existé du XIIe siècle au XIVe siècle. Il tient son nom du château de Landsberg situé de nos jours en Saxe-Anhalt. Son territoire s'étendait entre les rivières Saale à l'ouest et Elbe à l'est.

## Historique
Le margraviat émane de la  « marche de l'Est saxonne » c'est-à-dire de la marche de Lusace après le retrait du margrave Conrad Ier le Pieux de la maison de Wettin en 1156. Landsberg est tenu avec la marche de Lusace par son fils Thierry II qui a obtenu la confirmation de l'empereur Frédéric Barberousse. Il érige le château de Landsberg, à l'est de Halle-sur-Saale, jusqu'en 1174 et prend le titre de « margrave de Landsberg ». Ses successeurs étaient son frère Dedo III et son neveu Conrad II.
Après la mort de Conrad II sans descendants mâles en 1210, l'empereur Othon IV a inféodé son cousin Thierry Ier, margrave de Misnie. En 1261, le margrave Henri III l'Illustre, en violation de la loi, établit de nouveau l'État impérial de Landsberg comme un margraviat séparé pour son second fils Thierry. 

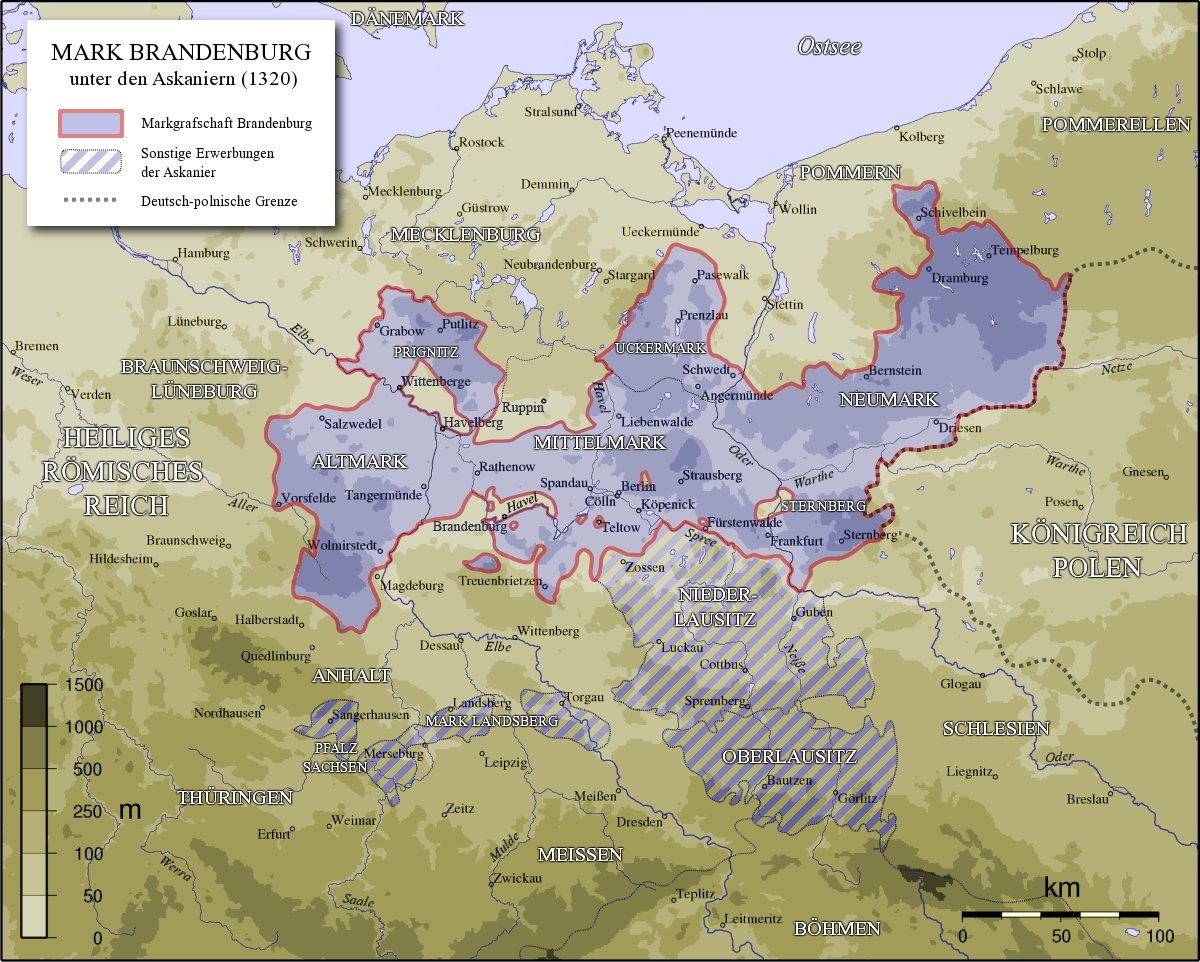
L'enclave de Landsberg sous la domination des margraves ascaniens de Brandebourg (1320).

Après la mort du fils de Thierry, Frédéric Tuta sans postérité en 1291, la marche est cédée aux margraves de Brandebourg de la maison d'Ascanie. En 1320, la lignée s'éteint à la mort du margrave Henri II de Brandebourg
En 1327, le duc Magnus le Pieux de  Brunswick hérite de Landsberg en épousant Sophie de Brandebourg, la sœur du dernier margrave ascanien Henri II, qui est aussi la nièce de l'empereur Louis IV. Magnus est officiellemnt inféodé avec la marche de Landsberg par l'empereur en 1333. En 1347, Magnus la vend au margrave Frédéric II de Misnie, et de ce fait elle revient à la maison de Wettin.

## Margraves
- 1156–1185 Thierry II, margrave de Lusace
- 1185–1190 Dedo III, margrave de Lusace
- 1190–1210 Conrad II, margrave de Lusace

- 1210–1221 Thierry Ier, margrave de Misnie
- 1221–1263 Henri III, margrave de Misnie

- 1263–1285 Thierry de Landsberg
- 1285–1291 Frédéric Tuta, margrave de Lusace en 1288
- 1291 Albert II, margrave de Misnie

- 1291–1308 Othon IV, margrave de Brandebourg, margrave de Lusace à partir de 1303
- 1308–1319 Valdemar, margrave de Brandebourg et de Lusace
- 1319–1320 Henri II, margrave de Brandebourg

- 1327–1347 Magnus Ier, duc de Brunswick-Lunebourg